# Borówka (dopływ Granicznika)
Borówka (niem. Lange Brücken Wasser) – potok, dopływ Granicznika o długości ok. 2,3 km.
Potok płynie w Karkonoszach. Jego źródła znajdują się na północnym zboczu Smogorni, poniżej Pielgrzymów, w postaci dwóch potoków. Płynie na północ, z lekkim odchyleniem ku wschodowi. W Borowicach, na wysokości ok. 630 m n.p.m. uchodzi do Granicznika.
W dolnym biegu, powyżej ujścia, przecinają go dwa szlaki turystyczne:
- żółty – prowadzący z Jeleniej Góry przez Przesiekę, Borowice, Polanę do Słonecznika,
- zielony – prowadzący z Przesieki do Karpacza.